# Ammothella symbia
Ammothella symbia är en havsspindelart som beskrevs av Child, C.A. 1979. Ammothella symbia ingår i släktet Ammothella och familjen Ammotheidae. Inga underarter finns listade i Catalogue of Life.